# 장천동 (순천시)
장천동(長泉洞)은 대한민국 전라남도 순천시의 동이다.

## 개요
장천동은 본래 순천군 장평면 지역으로서 1914년 일제의 행정구역 폐합에 따라 장평면의 장천리, 장행리, 장명리 일부를 병합 장천리라 해서 순천면에 편입되었다. 1931년 11월 1일 순천읍에 속했으며, 1949년 8월 15일 지방자치제 시행에 따라 순천부가 순천시로 바뀌고 동제 실시로 순천시 장천동이라 하였다. 그 후 1990년 4월 1일 장천동 일부를 남제동에 편입하였고, 1998년 1월 15일 풍덕동 일부를 장천동에 편입시켜 현재에 이르고 있다.

## 법정동
- 장천동

## 기관
- 순천시청
- 한국농촌공사
- 광주전남중소기업청
- 기독교전남방송